# André Couvreur
André Couvreur, de son vrai nom Achille Émile Henri Couvreur, né le 4 août 1863 à Seclin et mort le 2 avril 1944 à Paris 10e,, est un médecin français devenu écrivain spécialisé dans le roman merveilleux-scientifique. Il mit souvent en scène dans ses romans, des docteurs aux activités fortement novatrices.

## Biographie
Tout comme son père et son frère, Henri Couvreur se destine à une carrière de médecin. C'est pourquoi, après des études à Lille, il s'installe à Paris en tant qu'externe des Hôpitaux de Paris. L'obtention de son doctorat en 1892, lui permet d'exercer la médecine libérale.
Cependant, sa passion pour la littérature l'incite à écrire quelques pièces pour le Grand Théâtre d'Amsterdam. C'est ainsi que sous le pseudonyme d'André Chils, il fait jouer Le Secret de Polichinelle en 1893.
Délaissant ces bouffonneries théâtrales, il décide d'écrire sur son univers professionnel sous le nom d'André Couvreur. Dès lors, il planifie à partir de 1899 un projet de fresques romanesques sur plusieurs récits. Dans Le Mal nécessaire — premier roman de sa trilogie Les Dangers sociaux — il met pour la première fois en scène le docteur Caresco, un chirurgien totalement dénoué de déontologie et de morale. Les deux autres romans qui suivent (Les Mancenilles et La Source fatale) traitent respectivement des thèmes de la syphilis, puis des dangers de l'alcoolisme. À partir de 1902, il entreprend la publication d'une seconde trilogie sur le thème de l'hérédité et du milieu sous le titre de La Famille (La Force du sang, La Graine et Le Fruit). Biens reçus par la critique qui voit en André Couvreur un émule de l'école naturaliste, ces romans lui valent une reconnaissance par le monde littéraire. Il accède ainsi à la vice-présidence de la Société des gens de lettres et obtient en 1906 la Légion d'honneur.
Pendant la Première guerre mondiale, André Couvreur est mobilisé à Amiens en tant que médecin. Il y fonde l'Institution nationale des invalides, spécialisée dans réparation chirurgicale de la moelle épinière chez les grands blessés.
Bien qu'il se soit déjà tourné vers le récit d'imagination scientifique avec les aventures de Caresco dans Le Mal nécessaire en 1899, puis avec une nouvelle aventure du chirurgien en 1904 dans Caresco, surhomme ou le voyage en Eucrasie, André Couvreur se tourne définitivement vers le merveilleux scientifique à partir de 1909. Le roman Une invasion de macrobes met en scène un nouveau personnage : le professeur Tornada capable des inventions les plus farfelues, dont celle de créer des microbes géants qui dévastent Paris. Ce génial savant fait un courte apparition dans le conte de presse Les Alliés en 1917, mais réapparaît véritablement en 1922 dans le roman L'Androgyne, puis de nouveau dans cinq autres récits : Le Valseur phosphorescent (1923), Les Mémoires d'un immortel (1924), Le Biocole (1927) et Le Cas de la baronne Sasoitsu (1939). En 1940, André Couvreur commence la rédaction d'une septième aventure du professeur Tornada, La Mort du soleil, qui se déroule durant la débâcle, sans avoir le temps de l'achever.
Âgé de 80 ans, André Couvreur meurt le 2 avril 1944 dans un hôpital du 10ème arrondissement de Paris après une chute dans le métro parisien.

## Œuvre

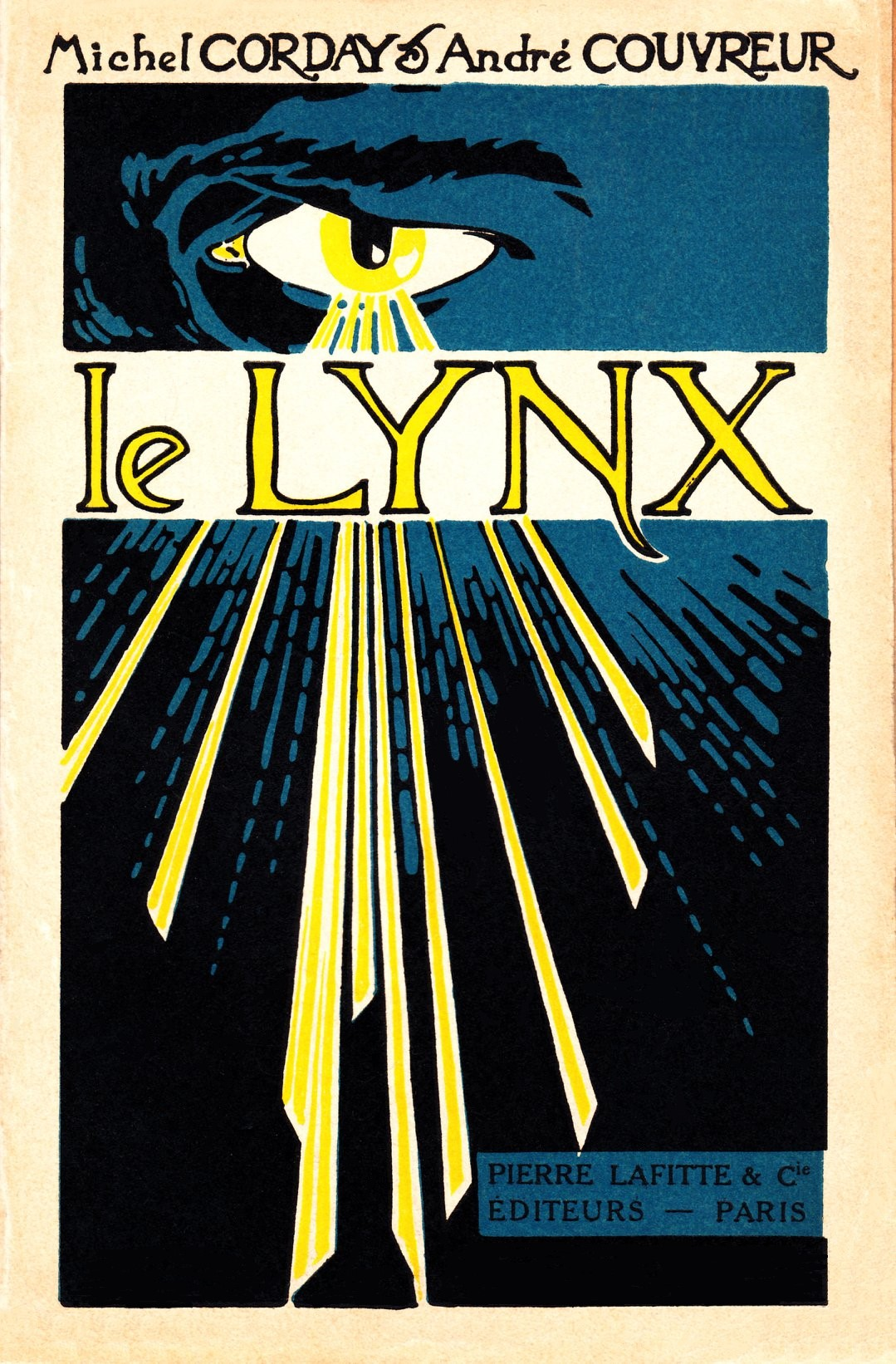
Le Lynx, roman coécrit avec Michel Corday, Paris, Pierre Lafitte et Cie, 1911.

- Le Mal nécessaire. Les Dangers sociaux I, Plon-Nourrit, 1899
- Les Mancenilles. Les Dangers sociaux II, Plon-Nourrit, 1900
- La Source fatale. Les Dangers sociaux III, Plon-Nourrit, 1901
- La Force du sang. La Famille I, Plon-Nourrit, 1902
- La Graine. La Famille II, Plon-Nourrit, 1903
- Caresco, surhomme ou le voyage en Eucrasie, Plon-Nourrit, 1904
- Le fruit. La Famille III, Plon-Nourrit, 1906
- Une invasion de macrobes, Pierre Lafitte et Cie, 1910Prépublié en feuilleton dans L'Illustration en 1909.
- Le Lynx, Pierre Lafitte et Cie, 1911Écrit avec Michel Corday.
- Les Alliés, Excelsior, 1917, nouvelle
- L'Androgyne, Fayard, 1922Publié dans une version corrigée chez Albin Michel en 1923 sous le titre L'Androgyne. Les Fantaisies du professeur Tornada.
- Le Valseur phosphorescent, Fayard, 1923
- Les Mémoires d'un immortel, Fayard, 1924, nouvelle
- Le Biocole, Fayard, 1927
- Hymen and C°, Fayard, 1928
- En au-delà, Fayard, 1936, conte
- Le Cas de la baronne Sasoitsu, Fayard, 1939, nouvelle